# Ceratosolen iodotrichae
Ceratosolen iodotrichae är en stekelart som beskrevs av Wiebes 1963. Ceratosolen iodotrichae ingår i släktet Ceratosolen och familjen fikonsteklar. Inga underarter finns listade i Catalogue of Life.